# 10661 Teutoburgerwald
A 10661 Teutoburgerwald (ideiglenes jelöléssel 1211 T-2) a Naprendszer kisbolygóövében található aszteroida. Cornelis Johannes van Houten,  Ingrid van Houten-Groeneveld és Tom Gehrels fedezte fel 1973. szeptember 29-én.